# 875

## Nașteri
- Adalbert al II-lea de Toscana, margraf de Toscana (886-915), (d. 915)

## Decese
- 12 august: Ludovic al II-lea, Împărat carolingian, rege al Italiei din 844 și împărat carolingian al Occidentului din 850 (n. 825)